# Koningsforeest
Het Koningsforeest (in de 12e eeuw ook Conegesfurst of Conincsforest genoemd) was een oerbos dat in de middeleeuwen eigendom was van de graven van Vlaanderen. Het bosgebied strekte zich uit van west naar oost over het Waasland en bedekte meer dan de helft van de oppervlakte ervan. Het begrip "foreest" slaat oorspronkelijk op een door een voor de koning gereserveerd gebied voor de jacht en/of visvangst.
Vanaf het einde van de 12de eeuw begon de graaf de ontginning van het gebied door abdijen, plaatselijke heren en particulieren te stimuleren. De oudst bekende ontginning dateert van 1117, toen ook de parochie Kemzeke ontstond. 
Tegen het einde van de 16e en het begin van de 17e eeuw lijkt het bos volledig verdwenen te zijn. Het Stropersbos is nog een restant van het oude Koningsforeest.